# 1014
1014. је била проста година.

## Догађаји

### Фебруар
- 3. фебруар — Краљ Свен I Рашљобради од Данске и Енглеске умире; наслеђује га Харалд II као краљ Данске, док Викинзи из Данелага бирају Кнута за краља Енглеске.

### Март
- Википедија:Непознат датум — Краљ Етелред Неспремни шаље амбасадоре у Енглеску, укључујући свог сина Едварда, да преговарају о повратку престола на позив енглеских племића.

### Април
- 23. април — Брајан Бору је у бици код Клонтарфа поразио ленстерско-викиншку војску, али је и он сам убијен у бици.

### Јул
- 29. јул — Византијски цар Василије II је у бици на Беласици нанео тежак пораз војци цара Самуила.

### Непознат датум
- Википедија:Непознат датум — Битка код Солуна
- Википедија:Непознат датум — Битка код Струмице

## Рођења
- Википедија:Непознат датум — Преподобни Георгије Иверски, хришћански светитељ.

## Смрти
- 3. фебруар — Свен I Рашљобради, краљ Данске и Енглеске (р. 960)
- 7. мај — Баграт III од Грузије (р. 960)